# Futterboot

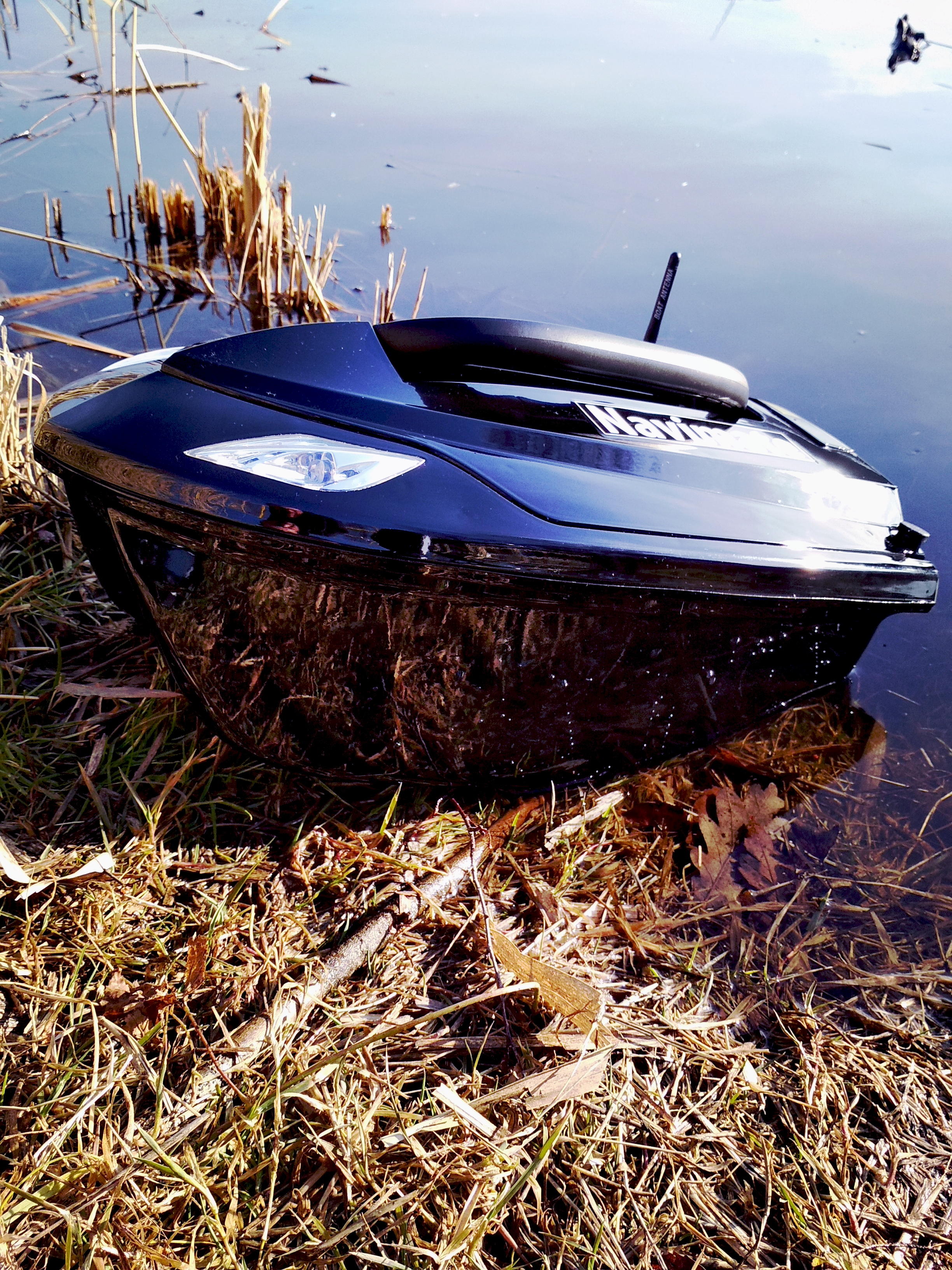
Futterboot

Futterboote (auch „Anfütterungsboote“) sind umgebaute, ferngesteuerte Modellboote zum Ausbringen von Fischfutter oder Montagen.
Sie sollen es ermöglichen, Anfütterungsmittel oder Angelmontagen an schwierige oder weit entfernte Angelplätze zu bringen. Mit Hilfe einer Fernsteuerung kann das Futter oder die Montage punktgenau abgelassen werden. Mittlerweile gibt es viele unterschiedliche Arten von Futterbooten, die teils sogar mit Funk-Echoloten oder GPS ausgestattet sind.
Die ersten Futterboote wurden in den 1980er Jahren in England entwickelt.
Da es sich bei den Bootsrümpfen um Spezialanfertigungen handelt, beläuft sich der Preis meist auf über 500,- €. Für Geräte mit Echolot und GPS werden teilweise sogar bis 3000,- € verlangt.
Futterboote sind mit Bürstenmotoren oder einem Jetantrieb ausgestattet. Dabei werden Blei-, Lithium- oder Lithium Polymer Akkus betrieben. Eine Akkuladung reicht bis ca. 5 Stunden Fahrzeit. Futterboote können mit bis zu acht Kilogramm Futter beladen werden. Die meisten Futterboote verfügen über eine Releasekupplung. Damit ist es möglich, eine Hakenmontage mit dem Futterboot hinauszubringen. Per Knopf an der Fernbedienung wird die meist magnetische Releasekupplung deaktiviert und die Hakenmontage fällt auf den gewünschten Angelplatz. Futterboote mit GPS bzw. ausgestattet mit einem Autopiloten fahren automatisch zu den vorher eingestellten Angelplätzen. Der Angler muss dann nur noch das Boot mit Angelfutter beladen. Die Fahrt zum festgelegten GPS-Punkt erledigt das Futterboot von allein.